# Disc dur
Discul dur (numit și disc rigid sau hard disk) este un dispozitiv electronic-mecanic pentru stocarea sau memorarea nevolatilă a datelor. Utilizatorul normal nu poate sau nu are voie să despartă discul de circuitele de comandă corespunzătoare, vezi imaginea alăturată; împreună ele formează așa-numita „unitate fixă”, „unitate de disc fix” sau, prescurtat, HDD.
Stocarea datelor se face pe o suprafață magnetică dispusă pe platane rotunde metalice rigide. În general discurile rigide sunt utilizate ca suport de stocare extern principal pentru servere și calculatoare personale, dar și pentru anumite aparate electronice (playere și recordere DVD, playere MP3). Dacă la începuturi capacitatea unui disc rigid nu depășea 20 megaocteți (MO) = 20 megabait (MB), astăzi (2020) un disc rigid obișnuit poate depăși 30,7 teraocteți (TO) = 30,7 terabaiți (TB).
Începând din 2009 sistemul de operare Windows 7 al companiei Microsoft a pus la dispoziție și așa numite discuri rigide virtuale, în engleză "Virtual Hard Disk" (VHD). Acestea se bazează pe fișiere reale (de pe un disc rigid real) de mărime arbitrară, dar de tip special, cu extensia .vhd. Pentru a le accesa în Windows se folosește mai întâi programul utilitar DiskPart, cu ajutorul căruia discul rigid virtual trebuie "selectat" și apoi "atașat" ("montat"). Abia după aceasta se poate initializa și utiliza ca și când ar fi un disc rigid real. Aceasta include și posibilitatea de a instala și un alt sistem de operare pe același disc rigid (real), identic cu, sau chiar diferit de primul sistem de operare, sau chiar și mai multe sisteme de operare, dacă se definesc VHD-uri multiple pe discul sau discurile rigide reale conectate.
Prin contrast, discurile așa-numite „optice”, ca de exemplu cele de tip CD, DVD și Blu-ray, folosesc pentru memorare procedee optice (nemagnetice), care asigură capacități de ordinul a până la 50 GB (gigabait) pe disc. Uneori însă se mai utilizează și dischete având un singur platan magnetic flexibil, numite în engleză floppy disk; unitatea de scriere/citire corespunzătoare se numește Floppy Disk Drive (FDD). O astfel de dischetă stochează numai cel mult 2,88 MB.

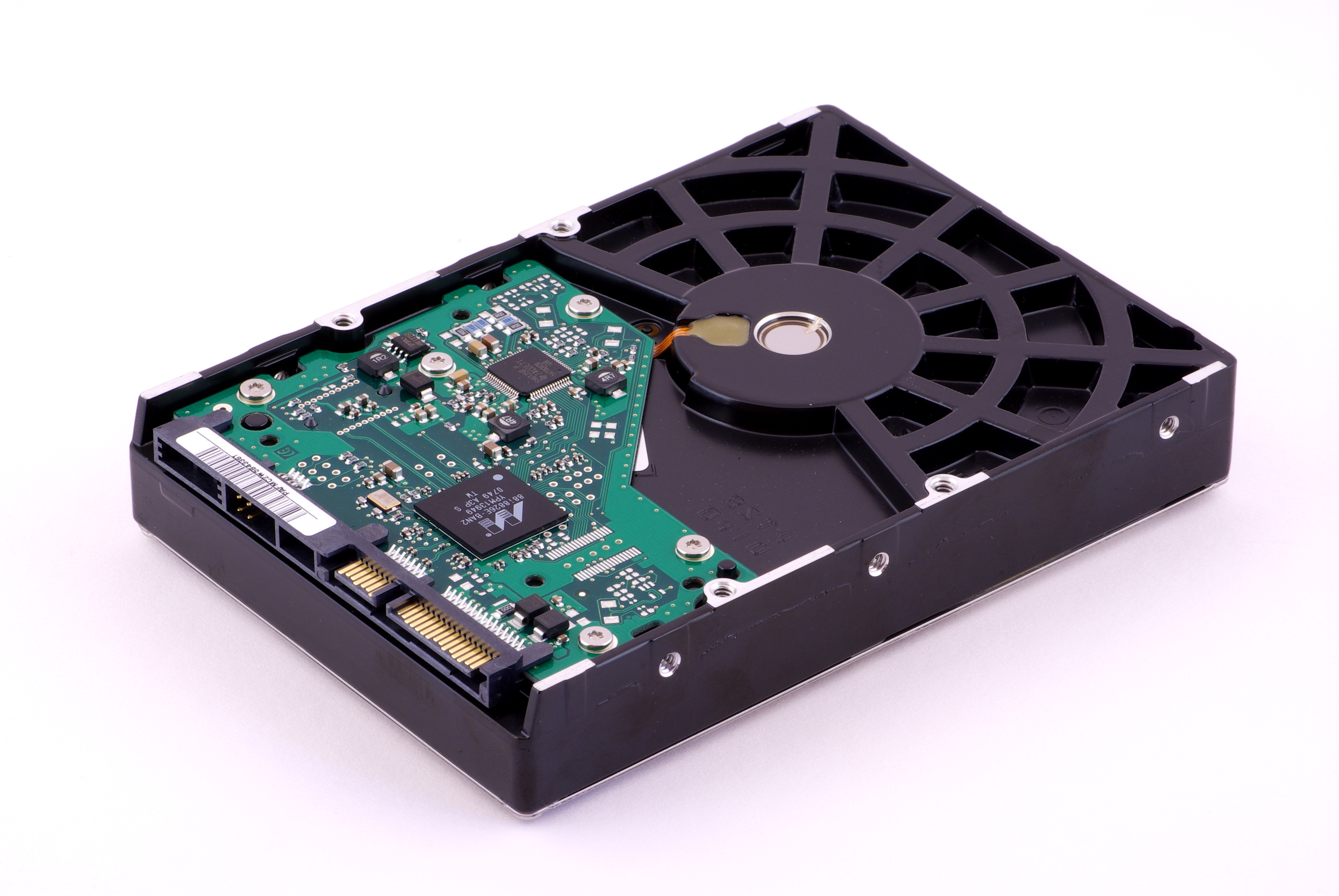
Disc dur de tip Samsung HD753LJ, cu interfață de tip SATA

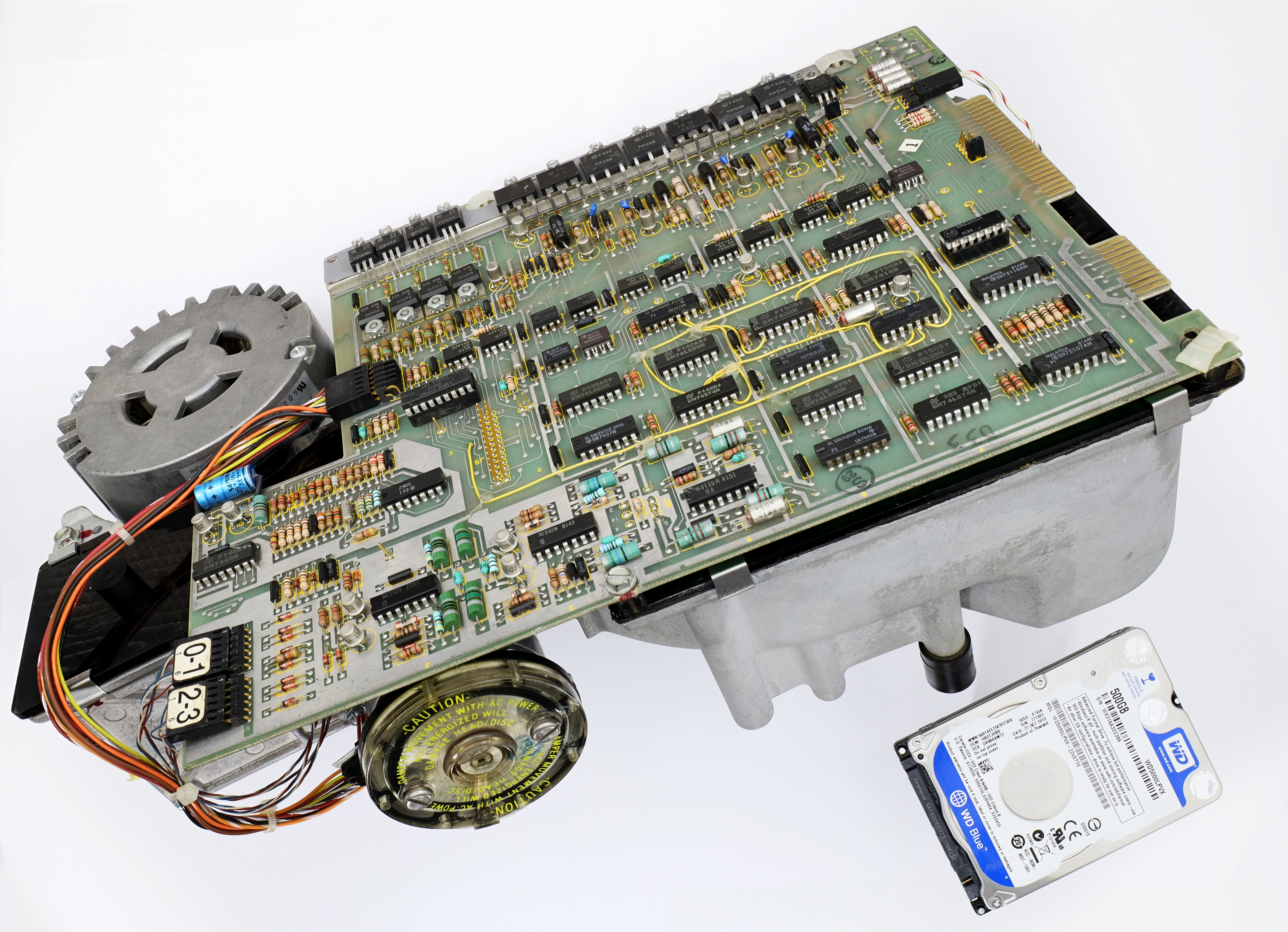
Comparaţie între un disc dur de 8 inch fabricat în 1982, Shugart SA1004 –capacitate 10MB, MFM şi Western Digital WD5000LPVX 500GB 2.5 inch cu interfață de tip SATA

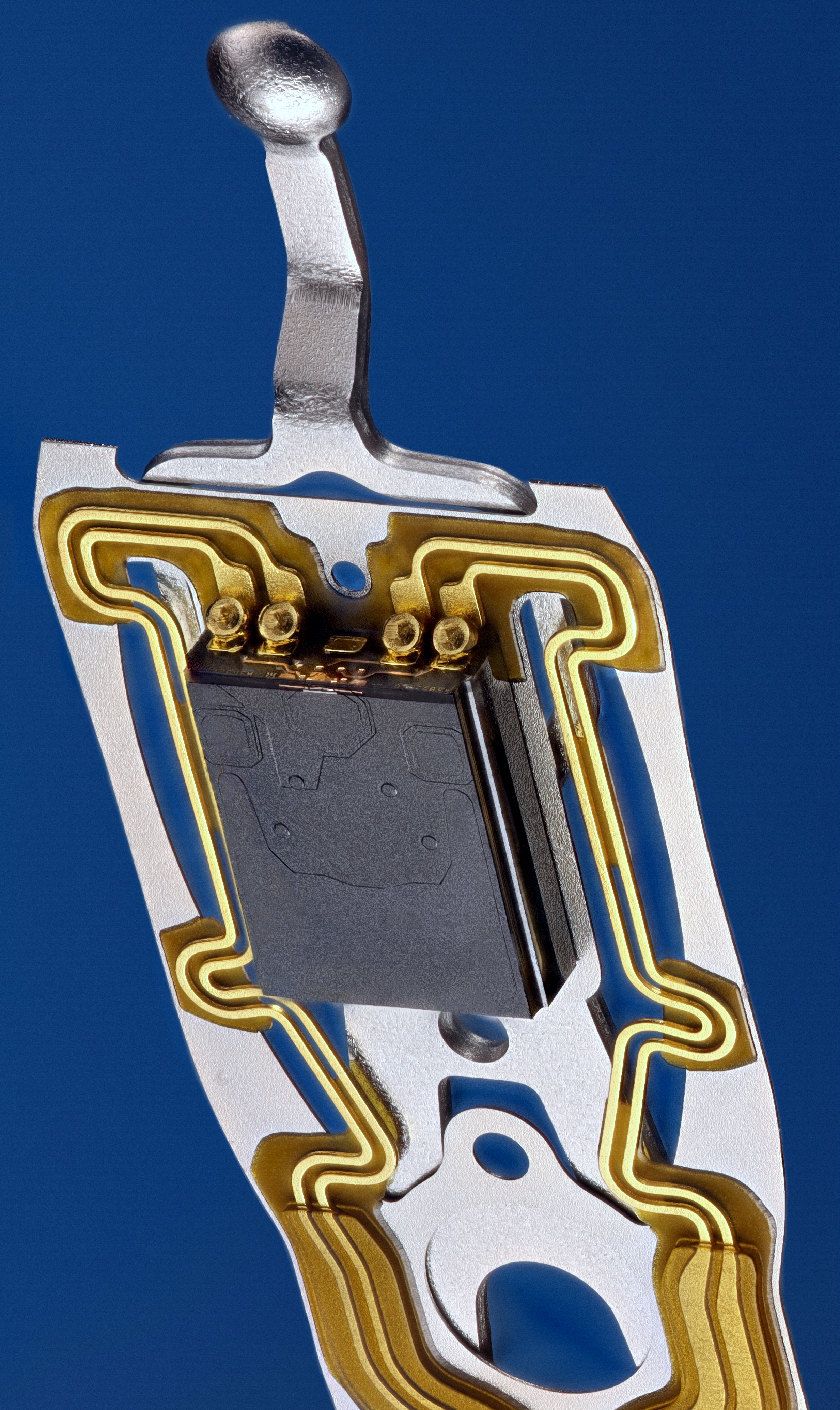
Detaliu pentru capetele de scriere-citire la un disc dur model WD800JD Caviar SE- 80 GB Serial-ATA/150

O alternativă la folosirea discurilor în mișcare pentru memorarea datelor au devenit memoriile pur electronice de tip Solid-state drive (SSD), care neavând piese în mișcare sunt mult mai rapide, dar și mai scumpe. Ele simulează caracteristicile discurilor rigide, reacționând identic la comenzi și utilizând uneori chiar aceleași interfețe, nemodificate (semnale electrice, conectoare, cabluri, etc.). Una din formele de implementare sunt cardurile de memorie de ex. de tip CF, MD, MMC, SD, SDHC, microSDHC, SM, USB stick și altele. Capacitatea de memorare mare și gradul avansat de miniaturizare le fac foarte promițătoare pentru aparatele moderne de tip smartphone (telefon inteligent) ș.a. Prin comparație, pentru întregul Windows 7 sunt suficienți doar circa 15 GB.

## Istoric
Discurile rigide au fost introduse pentru prima oară ca unități de stocare a datelor în 1956, pentru calculatoarele IBM. Primul hard disk IBM avea o capacitate de 5 MB și se numea 305 RAMAC (Random Access Method of Accounting and Control).
Erau grele și aveau dimensiuni mari, cât o roată de motoretă sau chiar și mai mari. Inițial au fost dezvoltate pentru a fi utilizate ca medii de stocare pentru calculatoare de uz general.
În anii 1990 necesitatea unui dispozitiv de stocare de mare capacitate dar și încredere, independent de un dispozitiv special, a condus la introducerea sistemelor integrate, cum ar fi sistemele RAID, sisteme Network Attached Storage (NAS) – sisteme atașabile de stocare pentru rețea - precum și Storage Area Network (SAN) – siteme de stocare pentru rețea, sisteme care asigură eficiență, precum și un acces fiabil la volume mari de date. Ținând cont de cererile de consum, în secolul al XXI-lea utilizarea HDD-urilor s-a extins și în dispozitive cum ar fi camere video, telefoane mobile (de exemplu Nokia N91), playere („aparate redătoare”) audio digitale, playere video digitale, video-înregistratoare digitale, Personal Digital Assistants (PDA-uri) și console de jocuri video. 

## Construcție
Discul rigid este format de obicei din:
- o placă electronică de control logic,
- un număr de platane cu suprafață magnetizabilă (de obicei 2 sau 3), împărțite în piste și sectoare,
- capete magnetice de citire/scriere (engl. read/write heads, R/W heads), de o parte și de alta a platanelor, legate printr-un braț metalic comandat electromagnetic numit în general actuator,
- un sistem electromecanic de frânare și blocare a capetelor pe pista de stop (engl. landing zone), atunci când discul e oprit,
- un motor electric trifazic extraplat, care asigură rotirea cu viteză constantă a platanelor.

## Funcționare
Înregistrarea datelor pe hard disk-uri se face prin magnetizarea unui disc feromagnetic denumit platan. Datele înregistrate pe respectivul platan, prin magnetizare, sunt scrise în sistem binar, adică se stochează o înșiruire de 0 și 1. HDD-urile sunt construite dintr-un ax care posedă unul sau mai multe discuri circulare, denumite platane și unul sau mai multe capuri de citire/scriere. În principiu, platanele sunt fabricate dintr-un material magnetic, de obicei din aliaj de aluminiu sau sticlă și sunt acoperite cu un strat subțire de material magnetic, de obicei 10-20 nm (nanometri) grosime și cu un strat exterior de carbon pentru protecție.
Platanele sunt învârtite la viteze foarte mari. Informația se scrie pe platan în timpul rotirii acestuia de către dispozitive de citire-scriere așezate foarte aproape de suprafața magnetică (la hdd-urile noi distanța e de zeci de nanometri). Pentru fiecare suprafață a platanului există câte un singur cap de citire-scriere montat la un braț comun. Acest braț mișcă capetele de citire-scriere peste suprafețele platanelor, pe o distanță de arc de cerc (aproximativ radial), pentru a permite capetelor să acceseze aproape întreaga suprafață a platanelor în timp ce se rotesc. Brațul este mutat folosind un mecanism de acționare de tip bobină. 
Fiecare platan are două fețe; fețele sunt divizate într-un număr de piste circulare concentrice, fiecare pistă fiind la rândul ei divizată în sectoare. Platanele sunt astfel aranjate încât pista 0 de la platanul 1 să fie situată exact deasupra pistei 0 de la platanul 2 și 3. Pentru a accesa o pistă oarecare pe unul din platane, brațul care susține capetele (actuatorul) va muta capetele spre acea pistă. Deoarece această metodă necesită doar un singur mecanism de poziționare, ea simplifică designul și coboară prețul. Totuși, pentru a accesa o singură pistă trebuiesc mutate toate capetele. De exemplu, pentru a citi date de pe pista 1 de pe platanul 1, apoi pista 50 pe platanul 3 si apoi iar pe pista 1 dar de pe al treilea platan, întregul braț cu capete trebuie mutat de doua ori. (Eventual s-ar putea și numai cu o singură mișcare, dacă pista 1 / platanul 1 și pista 1 / platanul 3 se citesc simultan, și abia apoi se sare la pista 50.) Pentru a muta un braț trebuie un timp semnificativ, mult mai mare decât timpul de transfer al datelor. Pentru a minimiza mutările actuatorului trebuie împiedicată împrăștierea datelor pe mai multe piste. O metodă de a optimiza timpul de acces este ca un grup de date care sunt accesate secvențial să fie scrise toate pe o singură pistă. Dacă datele nu încap pe o singură pistă, atunci se continuă scrierea pe un platan diferit, dar pe pista cu aceeași poziție. Prin aceasta metodă brațul nu mai trebuie să-și schimbe poziția, ci doar trebuie să fie selectat capul de citire/scriere potrivit. Selectarea capetelor se face electronic și de aceea ea este mult mai rapidă decât mișcarea fizică a brațului cu capete între piste. În total brațul nu mai execută așa multe mișcări.
Pentru a descrie multiplele platane suprapuse se mai folosește termenul de "cilindru". Un cilindru se referă la toate pistele care au același număr de pistă, dar care sunt localizate pe diferite platane.

### Inițializarea unui hard-disc "străin"
BIOS-ul conține deja specificațiile pentru diverse hard-discuri. Aceasta face posibilă ușurința de a alege specificațiile folosind SETUP-ul. Să presupunem acum ca specificațiile pentru un hard-drive particular nu sunt în BIOS. Exista o alta metoda pentru a face cunoscute specificațiile pentru BIOS. Este construit un tabel care conține specificațiile. Apoi, adresa tabelului este stocata la întreruperea 14H sau întreruperea 46H, în funcție dacă în curs de inițializare este primul sau al doilea hard drive. Formatul tabelului este predefinit în BIOS. În final este apelată funcția 09H, care inițializează controlerul cu noile specificații ale hard discului. Numărul drive-ului (80H sau 81H) este scris în registrul DL. De obicei, de acest lucru se ocupă driverul provenit de la producătorul hard discului.

### Transferul datelor la memorie
Modalitatea în care datele sunt transferate în memorie determină viteza efectivă a combinației controlor + disc dur. Sunt folosite patru metode:
- Programmed I/O - Cu aceasta metodă porturile controlorului au grijă atât de comenzile drive-ului cât și de transferul de date între controlor și memorie. Se folosesc comenzile IN și OUT ale limbajului de asamblare. Aceasta înseamnă că fiecare octet (bait) este transferat prin intermediul procesorului. La această metodă viteza datelor este limitată de cea a magistralei PC-ului (bus) și de performanța procesorului.
- Memory Mapped I/O - Procesorul poate procesa datele provenite de la un controlor de disc mult mai repede dacă acestea sunt stocate într-o regiune fixă de memorie. Pentru acest scop este folosit în general segmentul localizat deasupra memoriei video RAM. Datele sunt transferate cu ajutorul instrucțiunii de transfer (mov, în cazul arhitecturii x86). Este mai rapidă decât metoda precedentă.
- Direct Memory Access (DMA) - Folosind DMA, un dispozitiv poate transfera datele direct în memorie, fără contribuția procesorului. Pentru a folosi DMA, un program trebuie să îi precizeze controlorului DMA mărimea în octeți (baiți) a pachetului de date ce urmează a fi transferat dintr-o locație într-alta. Totuși, controlorul DMA dintr-un PC este inflexibil și lent. Controloarele DMA operează la viteza (tactul) de 4 MHz, în concluzie sunt extrem de lente.
- Busmaster DMA - Folosind această metodă, controlorul discului dur deconectează procesorul de la bus și transferă el însuși datele în memorie.

## Capacități de stocare și viteze de acces
Folosirea unor discuri rigide sigilate într-o singură unitate permite toleranțe mult mai bune decât într-o unitate de dischetă. În consecință discurile dure pot stoca mult mai multe date decât unitățile de dischetă și le pot accesa și transmite mai repede. 
În aprilie 2009 cea mai mare capacitate a HDD-urilor de consum era de 2 TB. Un exemplu tipic de „HDD desktop" stochează între 120 GB și 2 TB. Discurile dure pot avea o viteză de rotație cuprinsă între 5.400 și 10.000 rpm (rotații pe minut) și o rată de transfer de 1 Gbit/s (109 MB/s) sau chiar și mai mare. 
Cele mai rapide discuri dure, de tip „Enterprise”, au viteze de rotații de 10.000 sau 15.000 rpm, pot atinge viteze de transfer de peste 1,6 Gbit/s și o viteză medie de transfer de până la 125 Mbytes/secundă (MB/s). 
HDD-urile mobile, pentru laptop, notebook și netbook, care sunt fizic mai mici decât HDD-urile de desktop, tind să fie mai lente și au o capacitate de stocare mai mică. Discurile mobile au de obicei viteze de rotații de 5.400 rpm, dar sunt și modele cu viteze de 7.200 rpm.

## Forme și dimensiuni ale discurilor dure
Odată cu creșterea vânzărilor de calculatoare mici și a evoluției lor a devenit necesară contruirea de HDD-uri care să poată fi montate până și în micile locașuri de floppy disk. Acest lucru a dus la evoluția pieței spre anumite forme ale HDD-urilor, inițial derivate din dimensiunile 8, 5,25 și 3,5 " de la unitățile de dischetă. Dimensiuni mai mici de 3,5 " au apărut și ele pe piață, devenind foarte populare: 
```
8 țoli:    9,5 x 4,624 x 14,25 in           (241,3 x 117,5 x 362
 
mm) 
5,25 țoli: 5,75 x 1,63 x 8 in               (146,1 x 41,4 x 203
 
mm) 
3,5 țoli:  4 x 1 x 5,75 in                  (101,6 x 25,4 x 146
 
mm) = 376,77344
 
cm³ 
2,5 țoli:  2,75 x 0,374 ... 0,59 x 3,945 in (69,85 x 9,5 ... 15 x 100
 
mm) = 66,3575 ... 104,775
 
cm³ 
1,8 țoli:  54 x 8 x 71
 
mm                   30,672
 
cm³ 
1 țol:     42,8 x 5 x 36,4
 
mm 
0,85 țoli: 24 x 5 x 32
 
mm
```

## Interfețe și controloare
Discurile dure sunt accesate printr-o serie de tipuri de interfețe de acces:

### ESDI
Controlorul ESDI (prescurtare de la Enhanced Small Disk Interface) a fost dezvoltat după controlorul ST506, și a fost unul din primele controloare de discuri dure pe calculatoare x86. Acest tip de controlor a fost folosit în modelele IBM PS/2. Pentru că separatorul de date și controlorul lucrează în paralel, rata de transfer este aproximativ 10 megaocteți/s la modelele inițiale, și 15 - 20 megaocteți/s la cele recente. Discurile dure ESDI stochează informații despre formatul fizic și adresele sectoarelor defecte și poate transmite aceste informații controlorului, pentru detectare și corectare de erori. Nu mai este utilizat decât pe scară redusă.

### SCSI
Controloarele SCSI (prescurtare de la Small Computer System Interface, se citește aproximativ [sca-zi]) sunt folosite în special în sistemele care au nevoie de performanță și stabilitate ridicată (la servere și în stațiile de lucru performante).

### ATA/PATA(IDE/EIDE)
Controlorul de tip Integrated Drive Electronics (IDE), foarte folosit în calculatoarele personale de tip PC de astăzi, folosește un singur cablu cu un conector cu 40 piciorușe (pini) care combină funcțiile unui cablu de date și ale unuia de control care conecteaza discul IDE direct la magistrala (bus-ul) de sistem. Controloarele IDE pot emula orice format de disc. Din cauza consumului redus de energie, este una din soluțiile folosite pentru calculatoarele portabile. Controlorul IDE permite legarea pe același cablu a două discuri dure, sau a unui disc dur și a unei unități optice (de CD sau DVD) în sistem master/slave. Această arhitectură a dus la incompatibilități între unități în anii '90, care însă au fost rezolvate.

### SATA
Controloarele SATA (prescurtare de la serial ATA) permit conectarea fiecărui disc pe propriul canal (cu un set propriu de porturi intrare/ieșire). Astfel se elimină problemele cauzate de arhitectura PATA (parallel ATA).
Standardul inițial numit SATA I a fost proiectat pentru un transfer de date (o viteză) de maximum 1,5 Gbit/s (echivalent cu circa 180 megaocteți/s, MB/s). Standardul actual (2013) se numește SATA III și este proiectat pentru maximum 6 Gbit/s = 750 MB/s.
Controloarele SATA se leagă de discurile SATA prin cabluri cu conectori de tip SATA identici la ambele capete. Termenul eSATA (de la external SATA) se referă la conectoare îmbunătățite (mai robuste) față de cele ale cablurilor SATA obișnuite.

### USB; Firewire (IEEE 1394)
Există și discuri dure portabile (externe față de PC și cu carcasă proprie) care, pentru a transmite datele, folosesc interfața USB, respectiv cea Firewire (cf. standardului IEEE 1394). De obicei discurile acestea sunt ansambluri formate dintr-un disc IDE sau SCSI, un controler pentru acestea și un convertor pentru USB sau Firewire.

## Caracteristici

### Capacitatea
Măsurată în gigaocteți sau gigabaiți (1 octet = 1 bait), și în ultima vreme chiar teraocteți/terabaiți. În general producătorii folosesc ca unitate de măsură multiplii din SI ai octetului (puteri de 10), pe când multe sisteme de operare (Windows, unele distribuții de Linux, MacOS) folosesc măsurătoarea în multipli binari. Dacă primul disc dur avea numai circa 5 MO, astăzi capacitățile discurilor dure pot depăși și 3 TO (factorul de creștere: 600.000).

### Dimensiunea fizică
Măsurată de obicei în țoli, notați cu semnul " (inch). Un țol măsoară 2,54 cm. Astăzi discurile dure au în diametru fie 3,5 " (pentru PC-uri), fie 2,5 " (pentru notebook-uri - mai mici, utilizând mai puțin curent electric, dar mai scumpe și mai încete). Există și discuri de 1,8 ", pentru playere MP3 (precum Apple iPod), care, pe lângă mărimea redusă, sunt mai rezistente la șocuri.

### Durabilitate
Exprimată în timp mediu între defecte - mean time between failures (MTBF). Discurile SATA I au viteze de 10.000 rpm și un MTBF de 1 milion de ore sub un ciclu de utilizare de opt ore pe zi. Alte discuri permit până la 1,4 milioane de ore sub un ciclu de 24 de ore din 24.

### Număr de operații de intrare/ieșire pe secundă
Începând cu 2008 o unitate HDD desktop tipică de 7.200 rpm  (rotații pe minut) are o rată de transfer de date "disc-la-buffer"  de circa 70 MB pe secundă. Această rată depinde de locația pistei, astfel încât ea va fi cea mai mare pentru  pistele exterioare (unde se află mai multe sectoare) și mai mică pentru pistele interioare (unde sunt mai puține sectoare); și este, în general, ceva mai mare pentru drive-urile de 10.000 rpm. Un standard curent utilizat pentru transferul „buffer-la-computer" este interfața SATA III de 6,0 Gbit/s (secundă), care poate transfera date cu cel mult 750 MB/s. Rata de transfer de date de citire/scriere poate fi măsurată prin scrierea pe disc a unui fișier mare, apoi citirea fișierului respectiv. Ratele de transfer pot fi influențate atât de fragmentarea sistemului de fișiere cât și de dispunerea fișierelor în dosare.

### Consum de curent
La discurile dure din calculatoarele personale portabile (notebook etc.) un consum de curent (energie) redus înseamnă o durată de funcționare mai mare până la reîncărcarea acumulatoarelor, deci un avantaj important.

### Nivel de zgomot
Măsurat în dBA (decibeli), nivelul de zgomot este semnificativ pentru anumite aplicații, cum ar fi PVR’s (personal video recorders – înregistratoare video personale), înregistratoare digitale audio și calculatoare silențioase. Discurile cu nivel de zgomot scăzut utilizează de obicei lagăre lichide, viteze de rotație scăzute (de obicei 5.400 rpm) și reduc viteza de căutare în sarcină (AAM), pentru a reduce clicurile sonore și sunetele mecanice ale HDD. Discurile dure mai mici sunt de obicei mai silențioase decât cele clasice.

### Timpul de acces la date și transfer
Timpii de acces variază în prezent începând de la sub 2 ms (milisecunde) pentru unitățile de HDD de server, la 15 ms pentru unitățile de HDD în miniatură și în jur de 9 ms pentru unitățile de HDD tipice de desktop. De câțiva ani încoace nu s-a constatat nicio îmbunătățire semnificativă a timpilor de acces. La calculatoarele timpurii pentru mutarea capetelor de citire/scriere se foloseau motoarele pas-cu-pas, și se ajungea la timpi de acces de 80 - 120 ms, dar acest lucru a fost repede îmbunătățit prin folosirea unei bobine, la sfârșitul anilor 1980, timpii de acces reducându-se astfel la aproximativ 15 ms.

### Rezistența la șocuri
Rezistența la șocuri este importantă în special pentru dispozitive mobile. Unele laptop-uri includ acum, pentru HDD, o protecție activă care parchează capetele de citire-scriere ale discului înainte de impact, dacă sistemul este scăpat din mână. Această protecție oferă șanse mai mari de supraviețuire a HDD-ului în caz de impact.

### Preț
Prețul de magazin al unui HDD nou începe actualmente (2017) de la circa 28 USD pentru 1 terabyte.

## Producători

Consolidare de fabrici si know-how

În trimestrul al doilea 2013 s-a vândut în lume 133 milioane de HDD-uri.
| Name            | Cota de piață 2012 Q2 | Cota de piață 2012 Q3 | Cota de piață 2013 Q2 |
| --------------- | --------------------- | --------------------- | --------------------- |
| Western Digital | 45 %                  | 45 %                  | 45 %                  |
| Toshiba         | 13 %                  | 14 %                  | 15 %                  |
| Seagate         | 42 %                  | 41 %                  | 40 %                  |

## Vezi și
- RAID
- S.M.A.R.T.
- Solid-state drive